# Investopedia
Investopedia là một trang web truyền thông tài chính có trụ sở tại Thành phố New York, Hoa Kỳ. Được thành lập vào năm 1999, Investopedia cung cấp từ điển về đầu tư, cho lời khuyên, đánh giá, xếp hạng và so sánh các sản phẩm tài chính như tài khoản chứng khoán. Investopedia có hơn 32.000 bài viết và tiếp cận 44 triệu người xem hàng tháng và đăng quảng cáo trả tiền dưới dạng thông tin đầu tư.
Investopedia cung cấp những thông tin vào giao dịch trong ngày, quản lý tài sản, thị trường ngoại hối, cũng như các khóa học tài chính. Nó cũng có một giả lập mô phỏng thị trường chứng khoán.

## Lịch sử

### Lịch sử hình thành
Investopedia được thành lập vào năm 1999 bởi Cory Wagner và Cory Janssen ở Edmonton, Alberta. Vào thời điểm đó, Janssen đang là sinh viên kinh doanh tại Đại học Alberta. Wagner tập trung vào phát triển kinh doanh và nghiên cứu và phát triển, trong khi Janssen tập trung vào tiếp thị và bán hàng.